# Escaure
Escaure (en llatí Scaurus) va ser un cognomen romà que equivalia a tenir un defecte als peus (Scaurum, pravis fultum male talis), i va derivar més tard en un cognom usat per algunes de les gens romanes, principalment els Aemilii i els Aurelii.
Alguns personatges amb el cognom Escaure van ser:
- Marc Emili Escaure (cònsol), cònsol el 115 aC i el 107 aC
- Marc Emili Escaure (governador), governador de Síria i Sardenya
- Emili Escaure (militar), militar romà
- Marc Emili Escaure (pompeià), militar romà
- Mamerc Emili Escaure, poeta i orador romà
- Gai Aureli Escaure, pretor l'any 186 aC
- Marc Aureli Escaure, cònsol sufecte el 108 aC
- Quint Terenci Escaure, gramàtic romà del temps d'Adrià

Vegeu també: Emili Escaure